# División Intermedia 2007
El Torneo de la División Intermedia de Paraguay 2007 del fútbol de la segunda categoría de la Asociación Paraguaya de Fútbol, llamado "Centenario del Club Presidente Hayes", fue la 90.ª edición de un campeonato de Segunda División y la 11.ª edición de la División Intermedia, desde la creación de la división en 1997, organizado por la Asociación Paraguaya de Fútbol (APF). Se dio inicio el 22 de abril y finalizó el 26 de agosto.
Se consagró campeón por primera vez en el formato actual el Club Silvio Pettirossi de Asunción. Asimismo, el Club General Díaz, en su calidad de subcampeón, se clasificó para disputar la Promoción del año 2007 por un cupo en la máxima categoría ante el penúltimo de ésta, el 12 de Octubre. Posteriormente, en dicha instancia, el conjunto de Itauguá logró su permanencia en el círculo privilegiado del balompié paraguayo.

## Sistema de competición
El modo de disputa fue el de todos contra todos a partidos de ida y vuelta, es decir a dos rondas compuestas por nueve jornadas cada una con localía recíproca. Se consagró campeón el club que sumó la mayor cantidad de puntos al cabo de las 18 fechas. Éste ascendió automáticamente a la Primera División, ocupando en la temporada siguiente el lugar del equipo que finalizó último en la tabla de promedios. En tanto que el subcampeón jugó la promoción contra el penúltimo. En caso de haberse producido igualdad entre dos contendientes, habrían definido sus posiciones en dos partidos extra. Si hubiesen sido más de dos, se resolvía según los siguientes parámetros:
1) saldo de goles;
2) mayor cantidad de goles marcados;
3) mayor cantidad de goles marcados en condición de visitante;
4) sorteo.

## Producto de la clasificación
- El torneo coronó al 11° campeón en la historia de la División Intermedia.

- El campeón del torneo, obtuvo directamente su ascenso a la Primera División.

- El subcampeón del torneo, accedió a la promoción por el ascenso contra el equipo con el segundo puntaje promedio durante el Campeonato de Primera División del año 2007.

- Los dos equipos que obtuvieron el menor puntaje en el torneo, descendieron a la Tercera División de Paraguay.

## Ascensos y descensos
| Ascendidos a la Primera División                          |
| --------------------------------------------------------- |
| Sol de América (Campeón de la División Intermedia)        |
| Sportivo Trinidense (Subampeón de la División Intermedia) |

| Descendidos a la Tercera División                            |
| ------------------------------------------------------------ |
| Universal (Peor puntaje en la temporada pasada)              |
| Sport Colombia (Segundo peor puntaje en la temporada pasada) |

| Ascendidos de la Tercera División                          |
| ---------------------------------------------------------- |
| Presidente Hayes (Campeón de la Primera de Ascenso)        |
| General Díaz (Subampeón de la Primera de Ascenso)          |
| Martín Ledesma (Campeón de la Copa de Campeones de la UFI) |

| Descendidos de la Primera División                                 |
| ------------------------------------------------------------------ |
| Fernando de la Mora (Peor puntaje promedio en la temporada pasada) |

## Equipos participantes
| Club                | Ciudad            | Fundación                | Estadio             | Capacidad |
| ------------------- | ----------------- | ------------------------ | ------------------- | --------- |
| Cerro Porteño PF    | Presidente Franco | 10 de diciembre de 1967  | Cerro Porteño       | 5.000     |
| Choré Central       | Choré             | 19 de enero de 1965      | Asteria Mendoza     | 3.500     |
| Fernando de la Mora | Asunción          | 25 de diciembre de 1925  | Emiliano Ghezzi     | 7.000     |
| General Caballero   | Asunción          | 6 de septiembre de 1918  | Hugo Vaceque Bogado | 5.000     |
| General Díaz        | Luque             | 22 de septiembre de 1917 | General Adrián Jara | 3.500     |
| Martín Ledesma      | Capiatá           | 22 de septiembre de 1914 | Enrique Soler       | 5.000     |
| Presidente Hayes    | Asunción          | 8 de noviembre de 1907   | Kiko Reyes          | 5.000     |
| Rubio Ñu            | Asunción          | 24 de agosto de 1913     | La Arboleda         | 5.000     |
| Silvio Pettirossi   | Asunción          | 11 de marzo de 1926      | Bernabé Pedrozo     | 4.000     |
| Sportivo Iteño      | Itá               | 1 de julio de 1924       | Salvador Morga      | 4.000     |

## Clasificación
| Pos. | Equipos             | PJ | PG | PE | PP | GF | GC | Dif. | Pts. |
| ---- | ------------------- | -- | -- | -- | -- | -- | -- | ---- | ---- |
| 1.   | Silvio Pettirossi   | 18 | 9  | 8  | 1  | 27 | 15 | 12   | 35   |
| 2.   | General Díaz        | 18 | 8  | 8  | 2  | 18 | 12 | 6    | 32   |
| 3.   | Rubio Ñu            | 18 | 8  | 4  | 6  | 22 | 16 | 6    | 28   |
| 4.   | Cerro Porteño PF    | 18 | 7  | 5  | 6  | 30 | 31 | -1   | 26   |
| 5.   | Sportivo Iteño      | 18 | 6  | 6  | 6  | 27 | 24 | 3    | 24   |
| 6.   | Presidente Hayes    | 18 | 6  | 6  | 6  | 17 | 16 | 1    | 24   |
| 7.   | Fernando de la Mora | 18 | 5  | 5  | 8  | 21 | 23 | -2   | 20   |
| 8.   | General Caballero   | 18 | 5  | 4  | 9  | 14 | 20 | -6   | 19   |
| 9.   | Martín Ledesma      | 18 | 3  | 8  | 7  | 16 | 23 | -7   | 17   |
| 10.  | Choré Central       | 18 | 5  | 2  | 11 | 14 | 26 | -12  | 17   |

|  |                                                              |
|  | Campeón. Ascendido en forma directa a la División Intermedia |
|  | Subcampeón. Jugó por la promoción a Primera División.        |
|  | Descendido a Tercera División de Paraguay.                   |

## Campeón
| Silvio Pettirossi 1º título |

## Promoción
Esta consiste en una serie eliminatoria de dos partidos, con localía recíproca, para dirimir la división del torneo en que deben jugar el año próximo el penúltimo colocado de la tabla de Puntaje promedio de Primera División y el segundo de la División Intermedia. Las reglas establecían que, en caso de paridad en puntos al cabo de los encuentros, se considera la diferencia de goles. De haber persistido la igualdad, se debían ejecutar tiros desde el punto del penal.
| 8 de diciembre de 2007 | General Díaz                           | 2:1 (0:1) | 12 de Octubre      | Estadio Manuel Ferreira, Asunción                                    |                                                                      |
|                        | Carlos Vera 48' Julio César Yegros 84' |           | Néstor Bareiro 33' | Asistencia: 1.916 espectadores Árbitro(s): Julio Quintana (Paraguay) | Asistencia: 1.916 espectadores Árbitro(s): Julio Quintana (Paraguay) |

| 15 de diciembre de 2007 | 12 de Octubre                                                              | 4:2 (2:2) | General Díaz                                   | Estadio Juan Canuto Pettengill, Asunción                              |                                                                       |
|                         | Hugo Notario 13' Francisco Esteche 28' Diego Miranda 48' Domingo Ortiz 51' |           | Julio César Yegros 19' Julio César Yegros 45+1 | Asistencia: 1.257 espectadores Árbitro(s): Carlos Amarilla (Paraguay) | Asistencia: 1.257 espectadores Árbitro(s): Carlos Amarilla (Paraguay) |

De esta forma, con un marcador global de 5:4, el 12 de Octubre se mantuvo en Primera División.